# Talib Kweli
Talib Kweli Greene (New York, 3 oktober 1975) is een Amerikaanse rapper uit Brooklyn. Zijn naam is Arabisch voor de zoekende of leerling van waarheid en kennis. Zijn ouders waren beide docent, zijn moeder docent Engels, zijn vader docent sociologie. Talib werd beïnvloed door muziek van bijvoorbeeld De La Soul.
Samen met producer Hi Tek en rapper Mos Def, die hij al van school kende, begon hij muziek op te nemen. Onder de naam Black Star brachten ze in 1998 een album uit. Mos Def ging hierna solo verder, Talib ging door met Hi Tek. De nummers zijn in de loop van de tijd commerciëler geworden, maar de teksten hebben nog altijd sociaal-politieke aspecten. Talib Kweli heeft ook samen met Pete Philly, de Nederlandse jazz-hip-hopper, een lied gemaakt genaamd "Hope".

## Discografie
- Black Star, 1998
- Reflection Eternal, 2000
- Quality, 2002
- The Beautiful Struggle, 2004
- Liberation, 2007 met Madlib
- Right About Now: The Official Sucka Free Mix CD, 2005
- Blacksmith The Movement, 2006
- Ear Drum, 2007
- Focus, 2007
- Gutter Rainbows, 2011
- Prisoner of Conscious, 2013
- Gravitas, 2013